# دوندنهورن
دوندنهورن (به لاتین: Dündenhorn) یک کوه در سوئیس است که در کانتون برن واقع شده‌است. دوندنهورن ۲٬۸۶۲ متر بالاتر از سطح دریا واقع شده‌است.